# Le Jardin de Monet à Vétheuil
Le Jardin de Monet à Vétheuil est un tableau réalisé par Claude Monet en 1881. Il est exposé à la National Gallery of Art à Washington.

## Contexte
Monet habite dans une grande maison à Vétheuil depuis près de trois ans. Il s'y installe avec les Hoschedé et son épouse Camille qui décède un an après leur arrivée. Alice Hoschedé est la maîtresse de Monet depuis plusieurs années. Elle se mariera avec lui après le décès d'Ernest. La maisonnée comprend, outre les fils de Monet, Jean et Michel, les six enfants du couple, Marthe, Blanche, Suzanne, Jacques, Germaine et Jean-Pierre.
Monet aménage le jardin en y plantant des tournesols et en utilisant de grands pots à dessin bleus qu'il a ramenés de son séjour en Hollande en 1871.
Malgré des ventes qui s'améliorent, les dettes demeurent et les paiements des loyers sont en retard alors que le bail prend bientôt fin. Une solution doit être trouvée. Monet songe à s'établir à Poissy, ce qui sera fait à l'automne. Alice fait le choix de le suivre, tandis qu'Ernest est déjà retourné vivre à Paris.

## Sujet
Les personnages de ce tableau - les deux fils de Monet et peut-être leur nourrice - ne sont pas immédiatement visibles pour le spectateur ; ils sont immergés dans le jardin, camouflés par le brouillard de tournesols qui se balancent autour de leurs têtes. La manière libre dont l'artiste a terminé l'image contribue indéniablement au camouflage relatif des garçons, tout comme la palette de couleurs limitée au bleu, au blanc et au jaune, et contribue à donner l'impression que toute la famille Monet se trouvait dans le cocon créé par leur père. Il est clair qu'ils se délectaient du rythme paisible de la vie à la campagne. Ici, les enfants pouvaient explorer et Monet pouvait continuer à développer sa passion grandissante pour le jardinage.

## Autres versions
Monet réalise trois autres versions (W 682 à W 684), au même endroit, du présent tableau répertorié n° d'index Wildenstein W 685 au Catalogue Raisonné de Monet, édition 1996 du Wildenstein Institute:
- L'Escalier à Vétheuil (1881), collection particulière (W 682)
- Jardin à Vétheuil (1881), Norton Simon Museum (Pasadena, Californie) (W 683)
- Le jardin de l'artiste à Vétheuil (1881), collection particulière (W 684) [4]

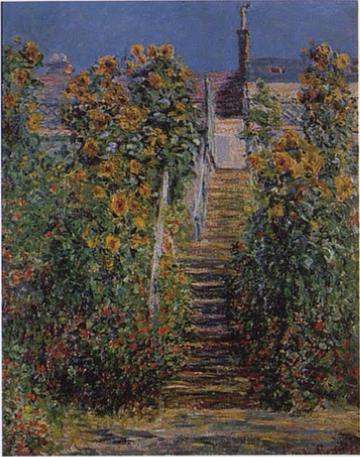
"L'Escalier à Vétheuil" (1881) - W 682
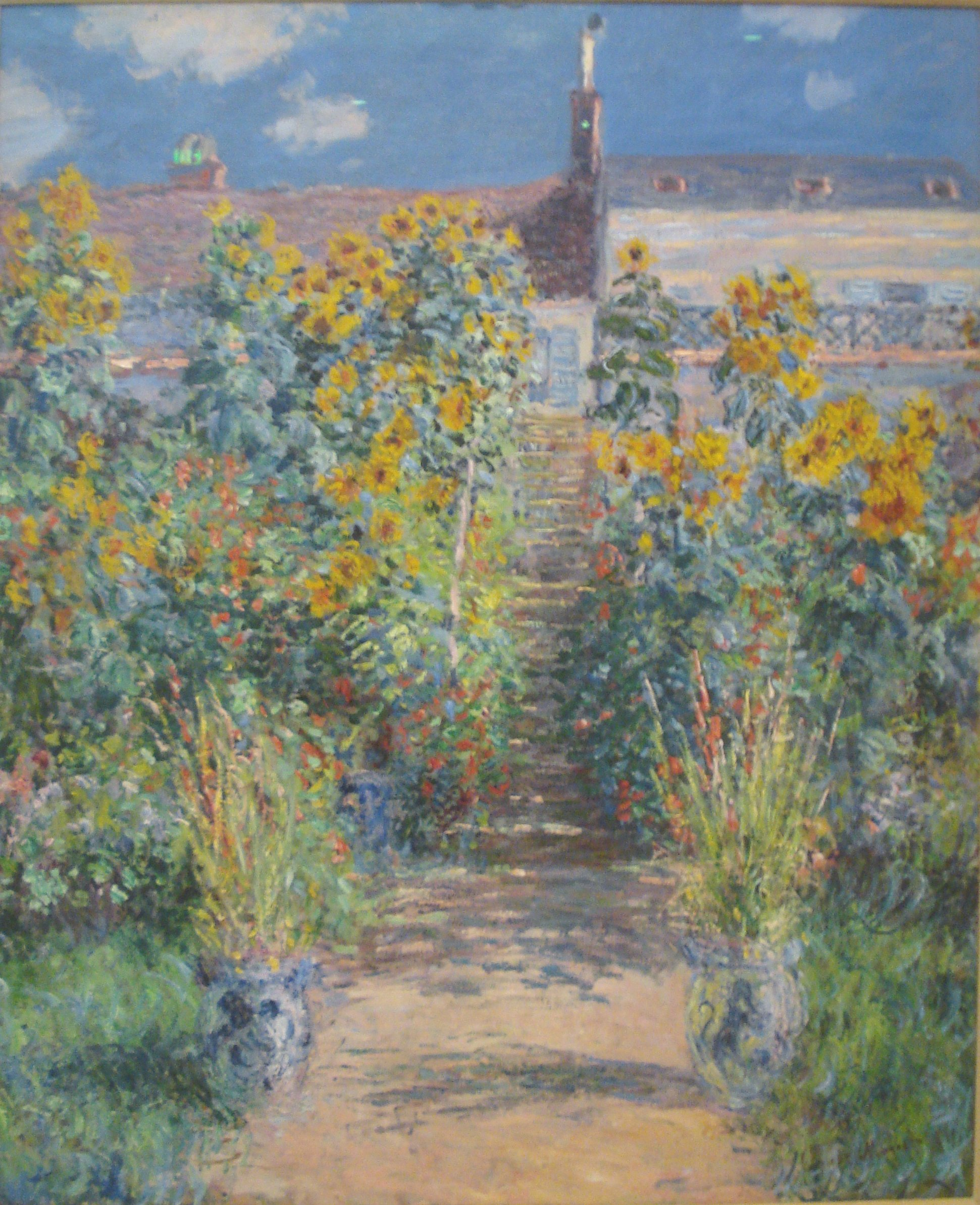
"Jardin à Vétheuil" (1881) - W 683
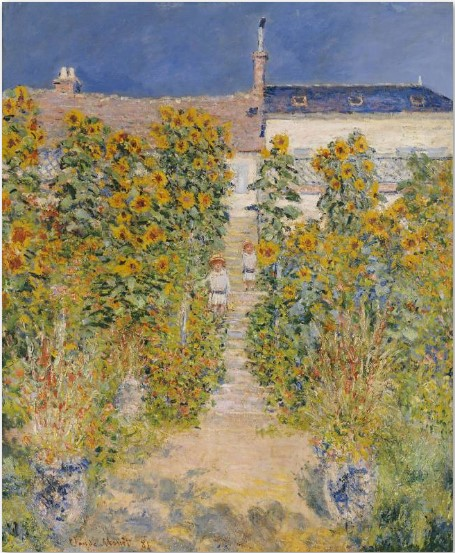
"Le jardin de l'artiste à Vétheuil" (1881) - W 684

## Devenir de l'œuvre
Monet conserve le tableau près de 30 ans avant de le vendre en 1910 à Bernheim. Il intègre ensuite des collections privées. Il est légué à la National Gallery of Art à Washington, en 1970.
Il participe à près d'une vingtaine d'expositions aux États-Unis, en Europe et au Japon.